# Lilioceris kimotoi
Lilioceris kimotoi es una especie de insecto coleóptero de la familia Chrysomelidae.
Fue descrita científicamente en 1991 por Mohamedsaid.